# 拉布吕耶尔多尔萨
拉布吕耶尔多尔萨（法語：Labruyère-Dorsa，法語發音：[labʁɥijɛʁ dɔʁsa]）是法国上加龙省的一个市镇，属于米雷区。

## 地理
拉布吕耶尔多尔萨（43°24'26"N, 1°28'12"E）面积2.19 平方千米，位于法国奧克西塔尼大區上加龙省，该省份为法国西南部内陆省份，西南端与西班牙接壤，自此顺时针与上比利牛斯省、热尔省、塔恩-加龙省、塔恩省、奥德省和阿列日省接壤。
与拉布吕耶尔多尔萨接壤的市镇（或旧市镇、城区）包括：伊叙、欧拉涅、欧特里沃、格雷皮亚克。

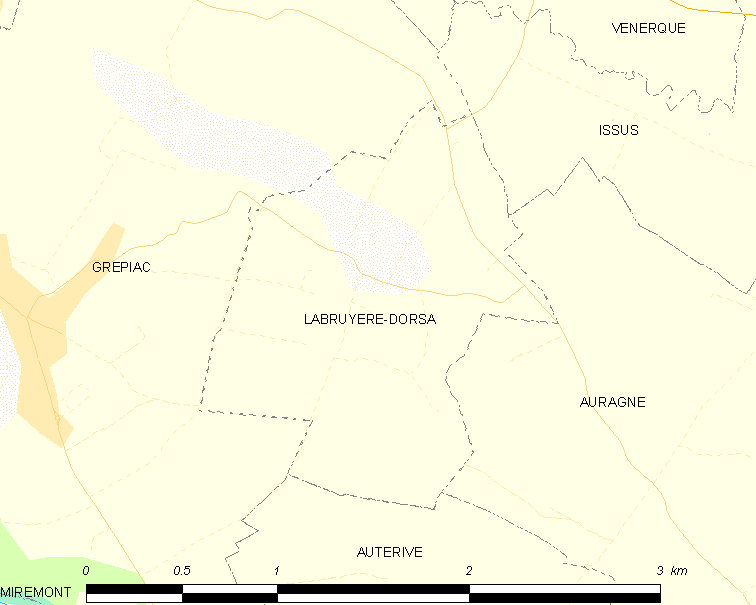
拉布吕耶尔多尔萨的OSM定位图

拉布吕耶尔多尔萨的时区为UTC+01:00、UTC+02:00（夏令时）。

## 行政
拉布吕耶尔多尔萨的邮政编码为31190，INSEE市镇编码为31256。

## 政治
拉布吕耶尔多尔萨所属的省级选区为欧特里沃县。

## 人口

1962-2008年间拉布吕耶尔多尔萨人口变化图示

拉布吕耶尔多尔萨于2022年1月1日时的人口数量为305人。